# Димитър Баялджиев
Димитър Баялджиев (на македонска литературна норма: Димитар Бајалџиев) е виден юрист от Северна Македония.

## Биография
Роден е в 1944 г. в мъгленското влашко село Лугунци (на гръцки Лангадия), Гърция. Емигрира в Гевгели, Югославия, където завършва основно образование и гимназия.
През 1969 г. започва работа в Юридическия факултет в Скопие като асистент. През 1977 г. защитава магистратура на тема „Значението на нормите в обществения живот на хората“. През 1978 г. е избран за преподавател, през 1985 г. - за доцент, през 1990 г. - за извънреден професор, а през 1995 г. - за редовен професор. През 1985 г. защитава докторат в Скопие на тема „Моралната основа на категорията право“.